# The Very Best of Testament
A The Very Best of Testament a Testament nevű thrash metal együttes harmadik válogatásalbuma, amely 2001-ben jelent meg az Atlantic Recordsnál. A kiadó 1995-ben vált meg a zenekartól.

## Dalok
1. The Haunting – 4:17
2. Burnt Offerings – 5:08
3. First Strike is Deadly – 3:43
4. The New Order – 4:27
5. Into the Pit – 2:47
6. Disciples of the Watch – 5:07
7. Practice What You Preach – 4:57
8. Greenhouse Effect – 4:55
9. Signs of Chaos – 0:30
10. Electric Crown – 5:30
11. So Many Lies – 6:05
12. The Ritual – 7:29
13. Return to Serenity – 6:30
14. Over the Wall (live) – 5:29
15. Dog Faced Gods – 4:02

## Közreműködők
| Testament (1987–1993) - Chuck Billy – ének - Eric Peterson – gitár - Alex Skolnick – szólógitár - Greg Christian – basszusgitár - Louie Clemente – dob | Testament (live, 1993) - Chuck Billy – ének - Eric Peterson – gitár - Glen Alvelais – szólógitár - Greg Christian – basszusgitár - Paul Bostaph – dob | Testament (1994) - Chuck Billy – ének - Eric Peterson – gitár - James Murphy – szólógitár - Greg Christian – basszusgitár - John Tempesta – dob |

## Külső hivatkozások
- Testament hivatalos honlap
- Testament myspace oldal